# Marià Flotats i Comabella
Marià Flotats i Comabella (Cervera, ca.1815 — Barcelona, 29 d'agost de 1869) fou un periodista i escriptor català en castellà. Estudià dret i treballà com a oficial a l'Arxiu de la Corona d'Aragó, on el 1848 col·laborà en la traducció al castellà del Llibre dels fets. El 1852 ingressà a l'Acadèmia de les Bones Lletres. Mercè la seva amistat amb Ferran Patxot i Ferrer va dedicar-se a la secció de crítica musical i política exterior al diari El Telégrafo (després El Diluvio), que ell mateix dirigiria a la mort de Patxot entre 1859 i el 9 d'agost de 1866, quan fou suspès pel Capità General de Catalunya, Manuel Gaset. Aprofità les pàgines del diari per a publicar la seva Efemérides de la historia de Cataluña.
Mor a Barcelona a l'edat de 54 anys al carrer del Carme, 39. Estava casat amb Dolors Llobet.